# Autoneum

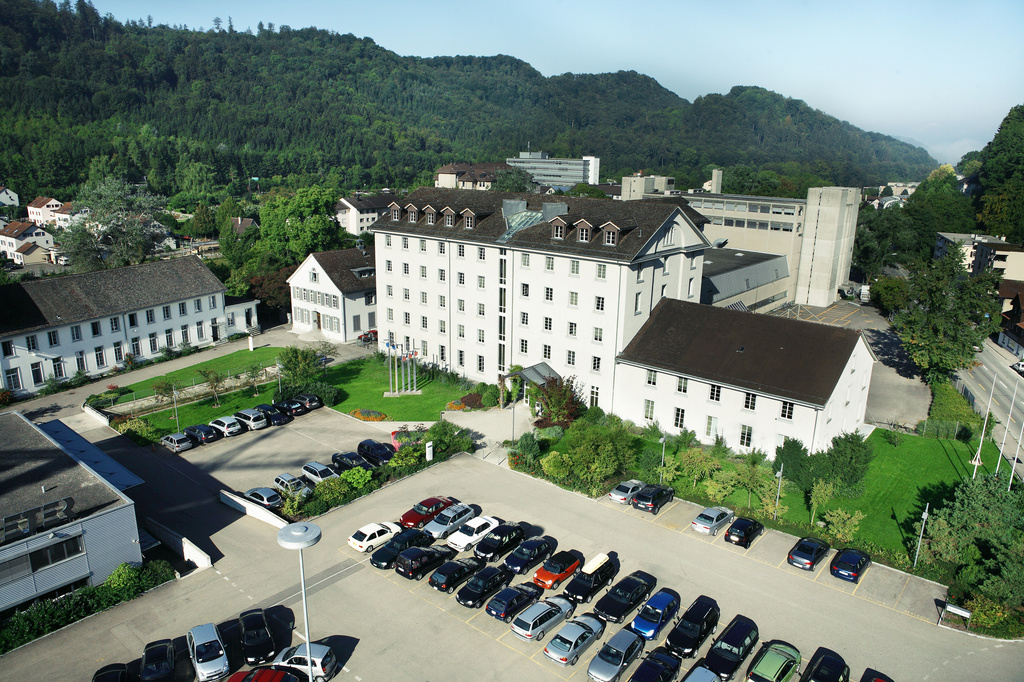
Firmensitz von Autoneum in Winterthur

Die Autoneum Holding AG ist die Konzernobergesellschaft eines international tätigen Schweizer Automobilzulieferers mit Hauptsitz in Winterthur. Autoneum ist einer der führenden Hersteller von Akustik- und Hitzeschutzbauteilen für Fahrzeuge. Das Unternehmen beliefert die Mehrheit der weltweiten Automobilhersteller.
Autoneum wurde 2011 als Spin-off der Rieter Holding AG gegründet, betreibt heute 64 Produktionsstätten. Die Autoneum Holding AG ist an der SIX Swiss Exchange notiert.

## Geschichte

### Vor der Gründung als Teil von Rieter
1984 übernahm die Maschinenfabrik Rieter die Unikeller AG, einen Hersteller von Systemen zur Schall- und Wärmedämmung für Fahrzeuge, damit war der Grundstein für Autoneum gelegt.
1988 folgte die Akquisition der CHG-Gruppe in Rossdorf-Gundernhausen (Deutschland), der AGFK in Sevelen (Schweiz) sowie der Firma Sipavel in Setúbal (Portugal).
1994 wurde die Firma Firth Furnishings UK, ein Produzent von Fahrzeugteppichen, übernommen und ein Jahr später, 1995, der Fahrzeugkomponentenhersteller Globe Industries, USA. Mit dieser Akquisition übernahm Rieter auch das Joint Venture UGN, ein Gemeinschaftsunternehmen von Globe Industries mit dem japanischen Automobilzulieferer Nihon Tokushu Toryo (Nittoku). Im gleichen Jahr wurde die Division Unikeller in Rieter Automotive Systems umbenannt.
1996/97 wurden Fahrzeugkomponentenhersteller aus Italien und Brasilien gekauft und ein Joint Venture mit Magee Carpet Company in den USA gegründet.
2003 entstand in China ein weiteres Joint Venture mit Nittoku, 2008 wurde ein Entwicklungs- und Akustikzentrum in Shanghai, China eröffnet.

### Als Autoneum
Im März 2011 wurde die Aufteilung des Rieter Konzerns durch den Verwaltungsrat beschlossen. Die Division Rieter Automotive Systems wurde im Mai 2011 verselbständigt und unter dem Namen Autoneum als börsennotierter Automobilzuliefer eingetragen.
2012 vereinbarten Autoneum und die japanischen Automobilzulieferer Nittoku und Toyota Boshoku die Zusammenarbeit bei der Entwicklung von Innenraumsystemen für Hybridfahrzeuge.
2013 eröffnete Autoneum ein Werk im russischen Rjasan. Im Zuge gesunkener Nachfrage auf dem europäischen Markt erfolgte im gleichen Jahr der Verkauf der italienischen Tochtergesellschaft Autoneum Italy mit Werken in Desio, Pignataro, Santhià und Vicolungo. Ebenfalls 2013 beteiligte sich Autoneum an einem Gemeinschaftsunternehmen des Partners Nittoku und des chinesischen Zulieferers TGPM Automotive Industry Group. Das Joint Venture Wuhan Nittoku Autoneum Sound-Proof unterhält im chinesischen Wuhan einen Produktionsstandort für Wärme- und Akustikmanagement-Komponenten.
Das Bundeskartellamt verhängte im Juni 2015 Bussgelder in Höhe von 75 Mio. Euro gegen fünf Automobilzulieferer, darunter die deutsche Tochter der Autoneum, wegen illegaler Preisabsprachen im Zeitraum von 2005 bis 2013. Autoneum zahlte ein Bussgeld in Höhe von 29,5 Mio. Euro.
2016 wurde im mexikanischen San Luis Potosí ein neues Autoneum-Werk in Betrieb genommen. Zusammen mit Produktionsstätten in Hermosillo und Silao (Standort der Tochter UGN) verfügt das Unternehmen damit über drei Werke in Mexiko und ein Verkaufs- und Entwicklungsbüro in Mexiko-Stadt. Ein weiteres Werk in San Luis Potosí ist seit 2016 im Bau und soll 2018 die Produktion aufnehmen.
2017 gründete Autoneum im kalifornischen Sunnyvale, USA, das „Kompetenzzentrum Neue Mobilität“, wo unter anderem Akustik- und Wärmemanagementkomponenten für Elektrofahrzeuge entwickelt werden sollen. Im selben Jahr eröffnete das Unternehmen seine neue Nordamerika-Zentrale in Novi (Michigan), USA. Die bestehende Zusammenarbeit mit Nittoku und Toyota Boshoku erweiterte Autoneum mit einem ebenfalls 2017 gegründeten Joint-Venture für Forschung und Entwicklung in Fahrzeugakustik.
Mit neuen Werken in Yantai, Changsha, Pinghu und Shenyang Tiexi baute der Autozulieferer seine Produktionskapazitäten in China 2017 und 2018 auf insgesamt zehn Standorte aus. 2018 eröffnete Autoneum weiterhin eine Produktionsstätte in Komárom, Ungarn. Das Werk fertigt Leichtbaukomponenten für Akustik- und Wärmemanagement und ist der sechste osteuropäische Produktionsstandort des Unternehmens.
Nachdem die kartellrechtlichen Genehmigungen vorgelegen hatten, wurde zum 1. April 2023 die Übernahme von Borgers abgeschlossen. Autoneum verfügt nun weltweit über 67 Produktionsstätten in 24 Ländern. Der Kapitalerhöhung von rund CHF 100 Mio. zur Finanzierung der Übernahme haben die Aktionäre anlässlich der Generalversammlung am 23. März 2023 zugestimmt.

## Aktionärsstruktur
(Stand: Oktober 2024):
- Artemis Beteiligungen I AG, Hergiswil, und Michael Pieper – 22,64 %
- PCS Holding AG, Frauenfeld und Peter Spuhler – 16,17 %
- Martin Ebner u. Rosmarie Ebner (indirekt gehalten) – 10,254 %
- Martin Haefner – 3,1 %
- Streubesitz – Rest

## Produkte
Autoneum entwickelt und produziert leichtgewichtige Komponenten für Akustik- und Wärmeschutz in Motorfahrzeugen. Dazu zählen unter anderem Motorkapselungen, Teppichsysteme und Stirnwandisolationen für den Fahrzeuginnenraum, Unterbodensysteme, Radhausverkleidungen und Hitzeschilde sowie lärmdämpfende Karosseriebauteile.